# Червоногуз зеленоголовий
Червоногу́з зеленоголовий (Cryptospiza reichenovii) — вид горобцеподібних птахів родини астрильдових (Estrildidae). Мешкає в Африці на південь від Сахари. Вид названий на честь німецького орнітолога Антона Райхенова.

## Опис

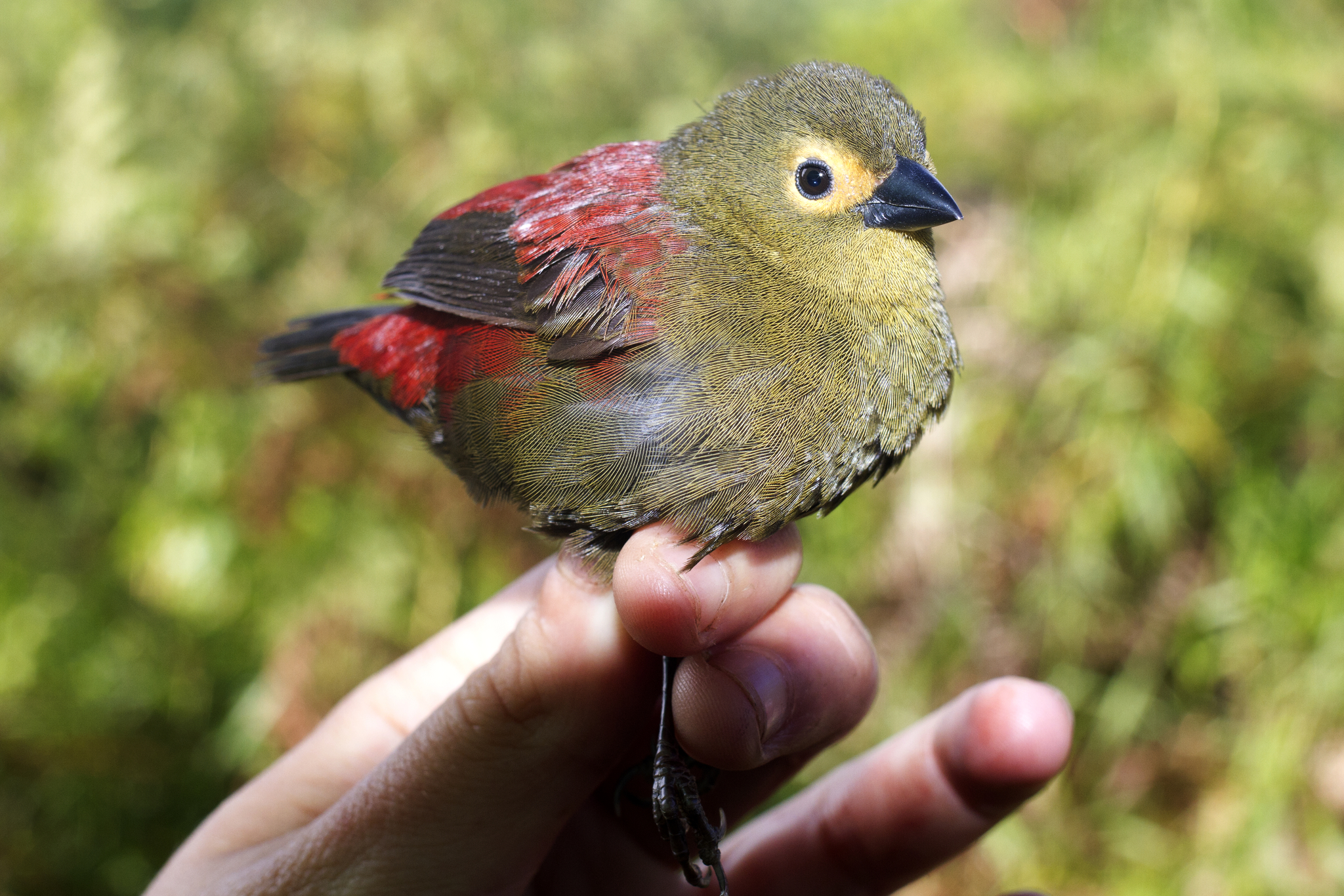
Самиця зеленоголового червоногуза

Довжина птаха становить 12 см. Самці мають переважно оливково-сіре забарвлення, горло у них більш світле, охристе або блідо-оливкове, махові пера і хвіст чорні, гузка чорнувата. Плечі, спина, покрині пера крил, боки і надхвістя малиново-червоні, на обличчі характерна червона "маска". У самиць "маска" на голові відсутня, обличчя має таке ж забарвлення, що і горло. Очі темно-карі, дзьоб конічної форми, міцний, чорний, лапи тілесного кольору.

## Підвиди
Виділяють три підвиди:
- C. r. reichenovii (Hartlaub, 1874) — гори Камерунської лінії, зокрема острів Біоко, північний захід Анголи;
- C. r. ocularis Sharpe, 1902 — гори Альбертінського рифту;
- C. r. australis Shelley, 1896 — від Танзанії до Малаві, східного Зімбабве і західного Мозамбіку.

## Поширення і екологія
Зеленоголові червоногузи мешкають в Нігерії, Камеруні, Екваторіальній Гвінеї, Анголі, Уганді, Руанді, Бурунді, Демократичній Республіці Конго, Танзанії, Малаві, Мозамбіку і Зімбабве. Вони живуть в густих гірських тропічних лісах з густим підліском, трапляються на узліссях, високогірних луках та у високогірних чагарникових заростях, зокрема в заростях акантових. Зустрічаються парами або невеликими зграйками до 10 птахів, в Камеруні на висоті від 900 до 2000 м над рівнем моря, до верхньої межі лісу. Іноді приєднуються до змішаних зграй птахів разом з чорноголовими синьодзьобами, білочеревими астрильдами і строкатими сріблодзьобами.
Зеленоголові червоногузи живляться дрібним насінням трав, а також насінням інших рослин, зокрема інтродукованих мексиканських сосен Pinus patula. Віддають перевагу незрілому насінню, а також доповнюють свій раціон ягодами, плодами, квітками і дрібними безхребетними. Як і інші червоногузи, зеленоголові червоногузи є дуже полохливими птахами, які при найменшому натяку на небезпеку ховаються в заростях. Вони є територіальними птахами, а площа гніздової території у них варіюється від 0,8 до 4 га. Гніздування у зеленоголових червоногузів припадає на завершення сезону дощів. Самці зеленогоголових червоногузів співають і стрибають навколо самиць, приваблюючи їх. На відміну від інших астрильдових, вони не тримають при цьому в дзьобі травинку або рослинні волокна.
Гніздо у зеленоголових червоногузів має кулеподібну форму, робиться парою птахів з переплетених рослинних волокон, встелюється пір'ям і пухом, розміщується на висоті кількох метрів над землею. Часто птахи гніздятбься в одному місці протягом кількох років, споруджуючи нове гніздо в безпосереденій близькості від старого. В кладці від 3 до 5 яєць. Інкубаційний період триває приблизно 2 тижні. Насиджують і доглядають за пташенятами і самці, і самці. Пташенята покидають гніздо через 3 тижні після вилуплення, однак стають повністю самостійними вони ще через 10-12 днів. Тривалість життя у зеленоголових червоногузів становить 4-5 років.